# Bahnbetriebswerk Dresden-Altstadt
Koordinaten: 51° 2′ 20″ N, 13° 42′ 42″ O

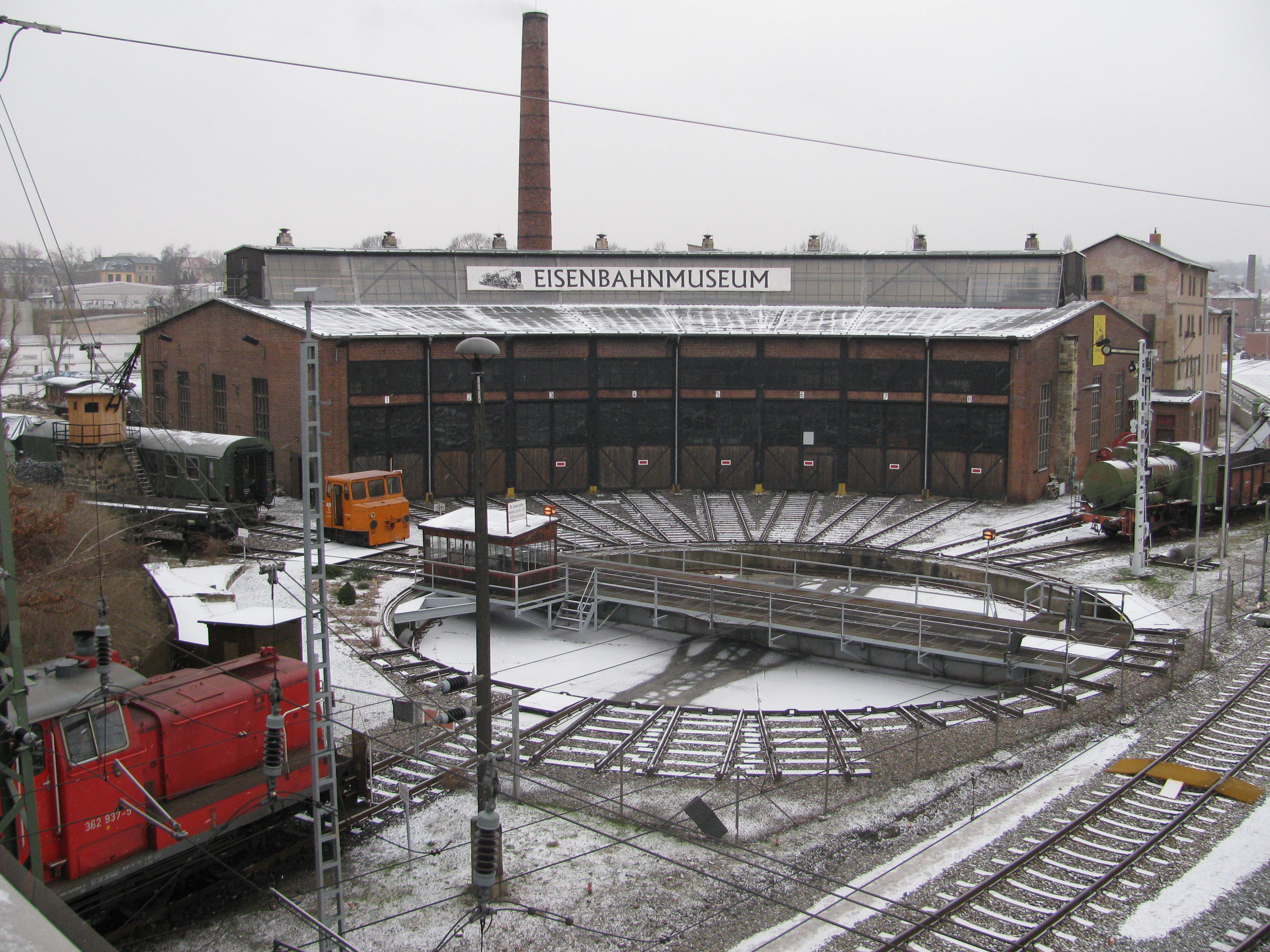
Eisenbahnmuseum von der Nossener Brücke aus. Rechts die Dampfspeicherlokomotive, links der Ruge-Kran.

Das Bahnbetriebswerk Dresden-Altstadt ist ein ehemaliges Bahnbetriebswerk in Dresden. Heute bestehen nur noch wenige Teile der ursprünglichen Anlagen, worin sich nun das Eisenbahnmuseum Dresden-Altstadt befindet.

## Standort
Das Bahnbetriebswerk (Bw) befand sich im Dresdner Stadtteil Südvorstadt an dessen Grenze zu Löbtau. Es befand sich im Bahnhof Dresden-Altstadt an der Bahnstrecke Dresden–Werdau, die westlich der Anlagen vorbeiführt. Nach Norden begrenzte die Nossener Brücke, nach Osten die Zwickauer Straße und nach Süden die Würzburger Straße das Werk. Das Eisenbahnmuseum nutzt die verbliebenen, am weitesten nördlich gelegenen Anlagen direkt an der Nossener Brücke.
Mit dem Verkehrsmuseum Dresden, dem Straßenbahnmuseum Dresden und dem Museum zur Geschichte der Windbergbahn gibt es noch drei weitere Dresdner Museen über schienengebundene Verkehrsmittel.

## Geschichte

### Bahnbetriebswerk

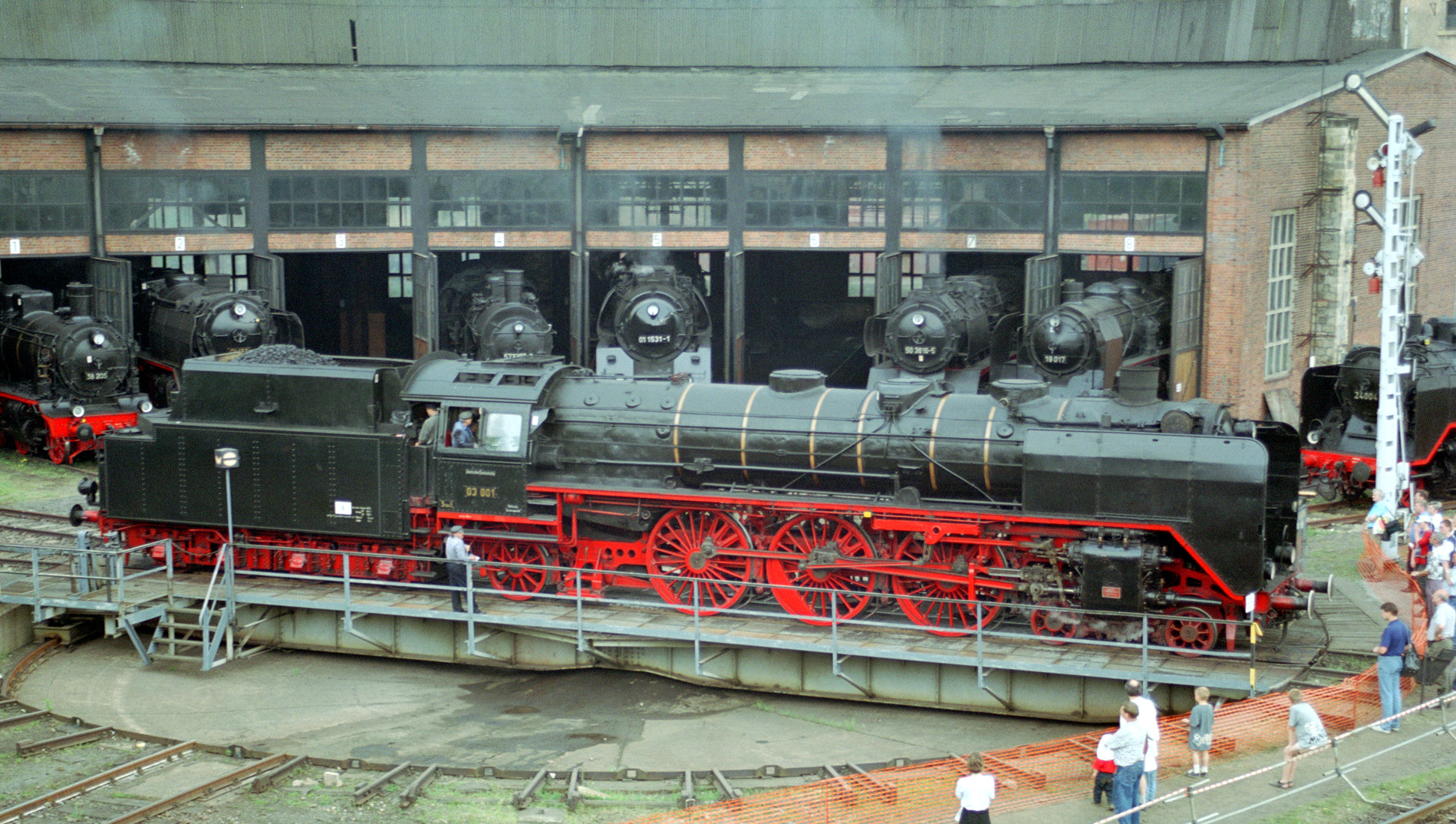
03 001 auf der Drehscheibe vor dem Ringlokschuppen des Dresdner Eisenbahnmuseums (2000)

Die Entstehung des späteren Bahnbetriebswerks ist mit dem Ausbau des Böhmischen Bahnhofs verknüpft. Die erste Erweiterung dieses am 1. August 1848 eröffnete Bahnhof war bereits wenige Jahre nach seiner Eröffnung notwendig. Von 1861 bis 1864 erfolgte der Bau des Bahnhofs Dresden-Altstadt, der den Güterverkehr vom Böhmischen Bahnhof übernahm. In den Jahren 1871 und 1872 schloss sich eine zweite Erweiterung an, während der ein Heizhaus für 20 Lokomotiven, das spätere Heizhaus 1, und ein Kohleschuppen auf dem Gelände des späteren Bahnbetriebswerks Dresden-Altstadt errichtet wurden. Vier Jahre später folgte eine Verlängerung des Kohlenschuppens und – nach einer Verlegung des Weißeritzmühlgrabens – der Bau des im Jahr 1877 fertiggestellten Heizhauses 2 mit 19 Ständen begann. Ein im Jahr 1884 errichteter dreistöckiger Anbau an das Heizhaus 1 bot erstmals Umkleideräume sowie Übernachtungs- und Waschmöglichkeiten für das Personal und beherbergte einen Hochbehälter für die Wasserversorgung.

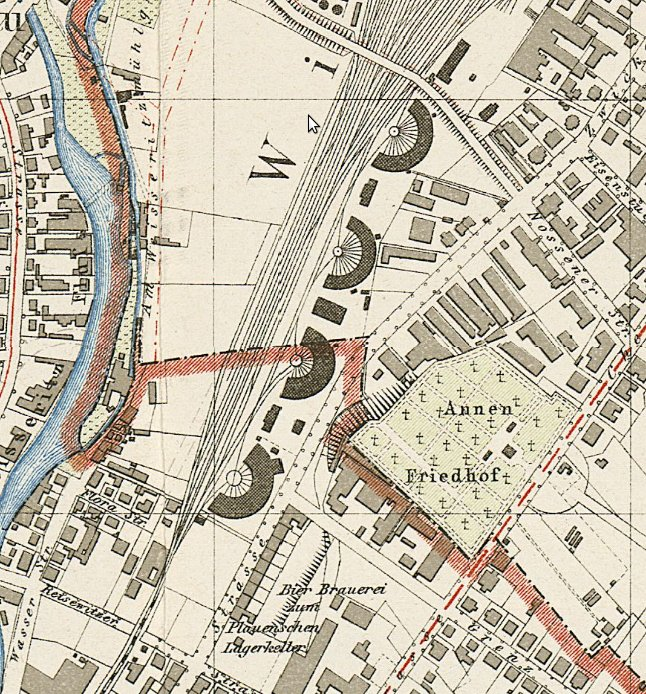
Der Stadtplanausschnitt von 1900 zeigt von Norden nach Süden die Heizhäuser 1 bis 4. Südlich entsteht ab 1926 die Lokomotivwerkstatt

Beim Umbau des Eisenbahnknotens Dresden in den 1890er Jahren wurden die Anlagen weiter ausgebaut. Die beengten räumlichen Verhältnisse am neu zu errichtenden Dresdner Hauptbahnhof machten eine Erweiterung der Betriebsanlagen notwendig. In den Jahren 1893 und 1894 entstanden die Heizhäuser 3 und 4 sowie ein dazwischen gelegenes Verwaltungsgebäude. Ebenfalls im Zusammenhang mit dem Bau des neuen Hauptbahnhofs entstanden benachbart Abstellgleise für Personenzüge auf dem Bahnhof Dresden-Altstadt, die am 1. Mai 1896 in Betrieb gingen.
Die bevorstehende Indienststellung der Sächsischen XVIII H bedingte im Jahr 1917 eine Erweiterung der 18-Meter-Drehscheibe am Heizhaus 1 auf 23 Meter. Kurz darauf folgten weitere Ergänzungsbauten: Am Heizhaus 3 erfolgte eine Verlängerung von elf und am Heizhaus 4 von fünf Schuppengleisen nach hinten: Letztere dienten in der Folge der Lokreparatur.

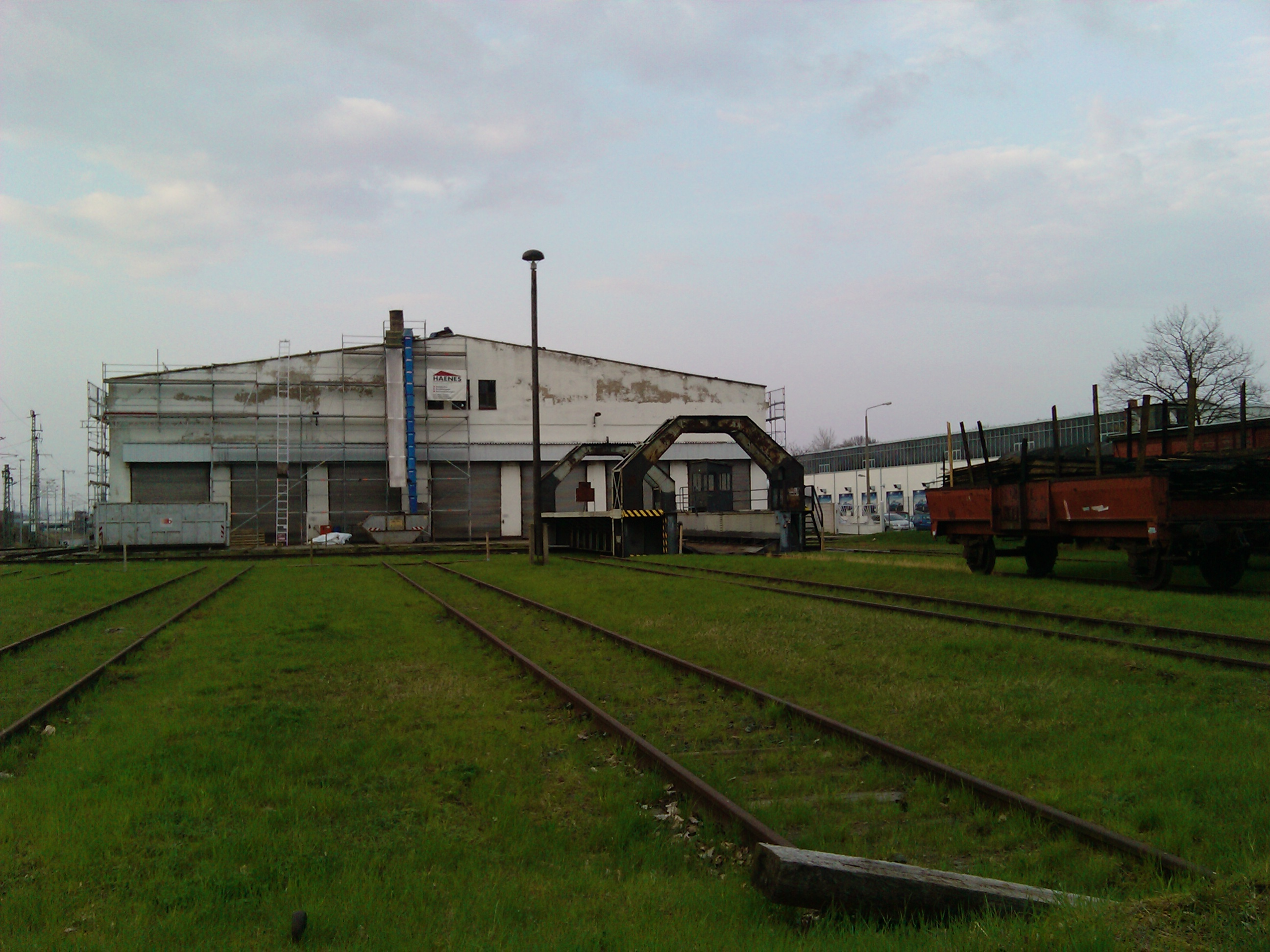
Das Gebäude der Lokomotivbetriebswerkstatt wird heute als Depot des Verkehrsmuseums Dresden genutzt.

Die Gründung der Deutschen Reichsbahn-Gesellschaft (DRG) 1924 hatte zunächst eine Umbenennung zur Folge: Aus den Heizhausverwaltungen wurden Bahnbetriebswerke und so entstand auch formal das Bahnbetriebswerk Dresden-Altstadt. Kurz darauf führte die DRG eine Neustrukturierung des Werkstättendienstes durch und schloss im Jahr 1929 die Lokabteilung des Reichsbahnausbesserungswerks Dresden-Friedrichstadt. Dafür entstand ab dem Jahr 1926 südlich des Heizhauses 4 eine Lokomotivbetriebswerkstatt mit sieben Reparaturgleisen und offenem Schiebebühnenfeld. Damit erreichte das Bw Dresden-Altstadt seine größte Ausdehnung von der Nossener Brücke bis zur Würzburger Straße.
Die ersten Luftangriffe auf Dresden während des Zweiten Weltkriegs überstand das Bahnbetriebswerk ohne größere Schäden. Erst der alliierte Luftangriff am 17. April 1945 galt vornehmlich den Dresdner Bahnanlagen und führte zur beinahe kompletten Zerstörung der Anlagen. Lediglich das Heizhaus 4 sowie das Verwaltungsgebäude blieben weitgehend intakt. Keine Lokomotive überstand die Angriffe betriebsfähig und bis zum 13. Mai 1945 war kein Betrieb möglich. Erst im April 1948 begann die Instandsetzung des Daches der Betriebswerkstatt und im folgenden Monat der Wiederaufbau des Heizhauses 4. Da die zugehörige Drehscheibe nur 18 Meter lang war, fehlte jedoch weiterhin ein Lokschuppen für lange Schlepptenderlokomotiven. Dieser entstand ab dem Jahr 1953 neu anstelle des Heizhauses 1, jedoch nur mit acht Strahlengleisen, da die Nossener Brücke weiter südlich wieder aufgebaut wurde.
Im Jahre 1967 beschleunigte die Zusammenlegung der Dresdner Betriebswerke mit dem Hauptsitz am Bahnhof Dresden-Friedrichstadt seinen Niedergang. Seither hieß es nur noch „Betriebsteil Zwickauer Straße“ und war für die verbliebenen Dampfloks verantwortlich. Nachdem deren Betrieb in Dresden zum 25. September 1977 eingestellt worden war, verblieb dem Betriebswerk nur noch die Versorgung der Heizlokomotiven sowie der Dampflokomotiven aus Kamenz und Bautzen, die hier restaurierten. Daneben begann in den 1970er Jahren die Stationierung und Unterhaltung von Kleindiesellokomotiven für den Rangierdienst. Nach der Wende 1990 wurde der Standort durch die Deutsche Bahn nach und nach aufgegeben.

### Eisenbahnmuseum

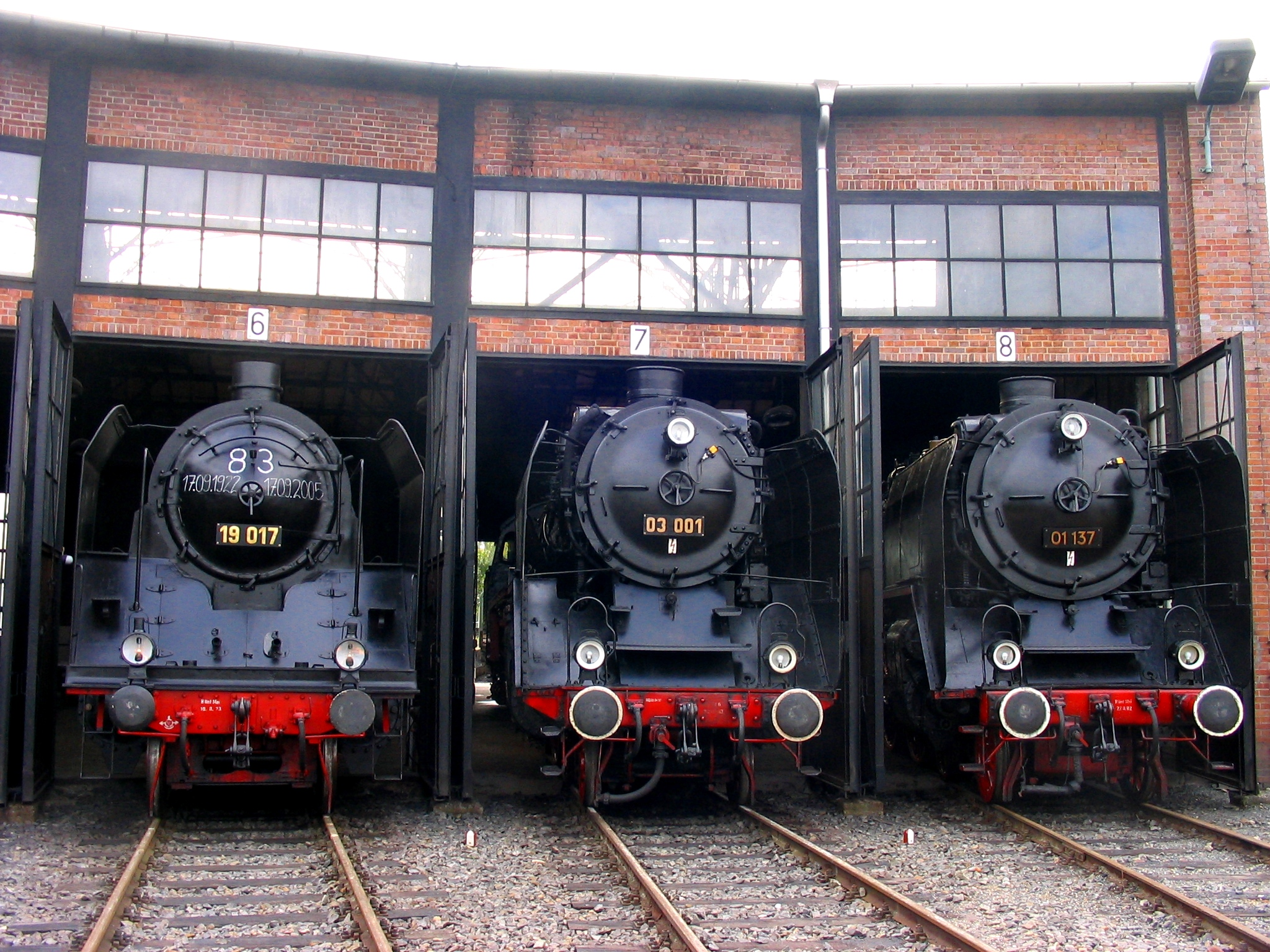
Die „großohrigen“ Schnellzuglokomotiven des Eisenbahnmuseums

Ein wesentlicher Teil der Eisenbahnsammlung des Dresdner Verkehrsmuseums befindet sich seit den 1970er Jahren auf dem Altstädter Betriebsgelände. Seit 1977 beheimatet das ehemalige Heizhaus 1 mit dem achtständigen Ringlokschuppen die betriebsfähigen Traditionslokomotiven. Im Jahre 1999 gründete sich mit dem Verein „IG Bw Dresden-Altstadt e. V.“ eine Interessengemeinschaft für den Erhalt des Standorts. Zwei Jahre später entschied das DB-Museum Nürnberg, im Bw Dresden-Altstadt neben dem Schaudepot des Verkehrsmuseums Dresden ein weiteres Museum einzurichten, das am 18. Mai 2002 eröffnet wurde. Wenige Monate später wurde das Museumsgelände im Zusammenhang mit dem Elbhochwasser 2002 durch die Weißeritz überflutet, da es in einer früher auch durch den Weißeritzmühlgraben genutzten Senke liegt.
Schon 2005 zog sich das DB-Museum jedoch wieder zurück und überließ den Standort dem Verein. Im selben Jahr erfolgte der Abriss von Teilen des Bahnbetriebswerks, um Platz für eine moderne Wartungshalle der DB Regio zu schaffen, die 2007 fertiggestellt wurde. Dies bedeutete jedoch auch das vorläufige Ende der zwischen 1991 und 2004 durchgeführten Dampflokfeste. Seit 2006 trägt das Museum den Namen „Eisenbahnmuseum Bw Dresden-Altstadt“. Sein Trägerverein führte seither umfangreiche Maßnahmen zum Erhalt der historischen Anlagen und Fahrzeuge durch.

## Fahrzeugbestand
Das Bahnbetriebswerk Dresden-Altstadt beheimatete hauptsächlich Personen- und Schnellzuglokomotiven.

### Länderbahnzeit
Siehe auch: Liste der sächsischen Lokomotiven und Triebwagen
Während der Länderbahnzeit waren ausschließlich sächsische Lokomotiven in Dresden-Altstadt stationiert. Zunächst dominierten die Gattungen VIII 1, VIII 2, VIII V 1 und VIII V2. Später kamen die Schnellzuglokomotiven der Gattungen X H1, XII H, XII HV, XII H1 und XII H2 sowie, für den gemischten Dienst, die Sächsische XIV HT hinzu. Auch die letzten großen sächsischen Schnellzuglokomotiven, die Sächsische XVIII H und die Sächsische XX HV, fanden kurz vor beziehungsweise kurz nach Ende des Ersten Weltkriegs hier ihre Heimat. Daneben waren Rangierlokomotiven im Betriebswerk stationiert.

### Deutsche Reichsbahn bis 1945
Im Jahr 1919 erfolgte mit der Stationierung der Preußischen P 8 erstmals die Beheimatung nicht sächsischer Lokomotiven. Im Folgejahr gesellte sich die Preußische P 4 als weitere nicht einheimische Lokomotivbaureihe hinzu und auch die Preußische P 10 sowie die Preußische T 14 waren bald in Dresden-Altstadt heimisch. Die preußischen Lokomotiven führten zu einer raschen Ausmusterung älterer und zahlenmäßig schwacher sächsischer Lokomotivbaureihen in den 1920er Jahren.
Ab dem 17. Mai 1936 beheimatete Dresden-Altstadt die stromlinienverkleidete 61 001 des Henschel-Wegmann-Zugs. Die Schwesterlokomotive 61 002 gesellte sich im Januar 1940 dazu. In den Jahren 1936 und 1937 erhielt das Betriebswerk Einheitsdampflokomotiven der vierten Serie der Baureihe 01, die unter anderem als Ersatzbespannung des Henschel-Wegmann-Zugs zum Einsatz kamen. Gegen Ende des Zweiten Weltkriegs wurden diese Lokomotiven in westlicher gelegene Betriebswerke abgefahren und Dresden-Altstadt erhielt als Ersatz unter anderem Lokomotiven der Baureihe 41.

### Deutsche Reichsbahn ab 1945

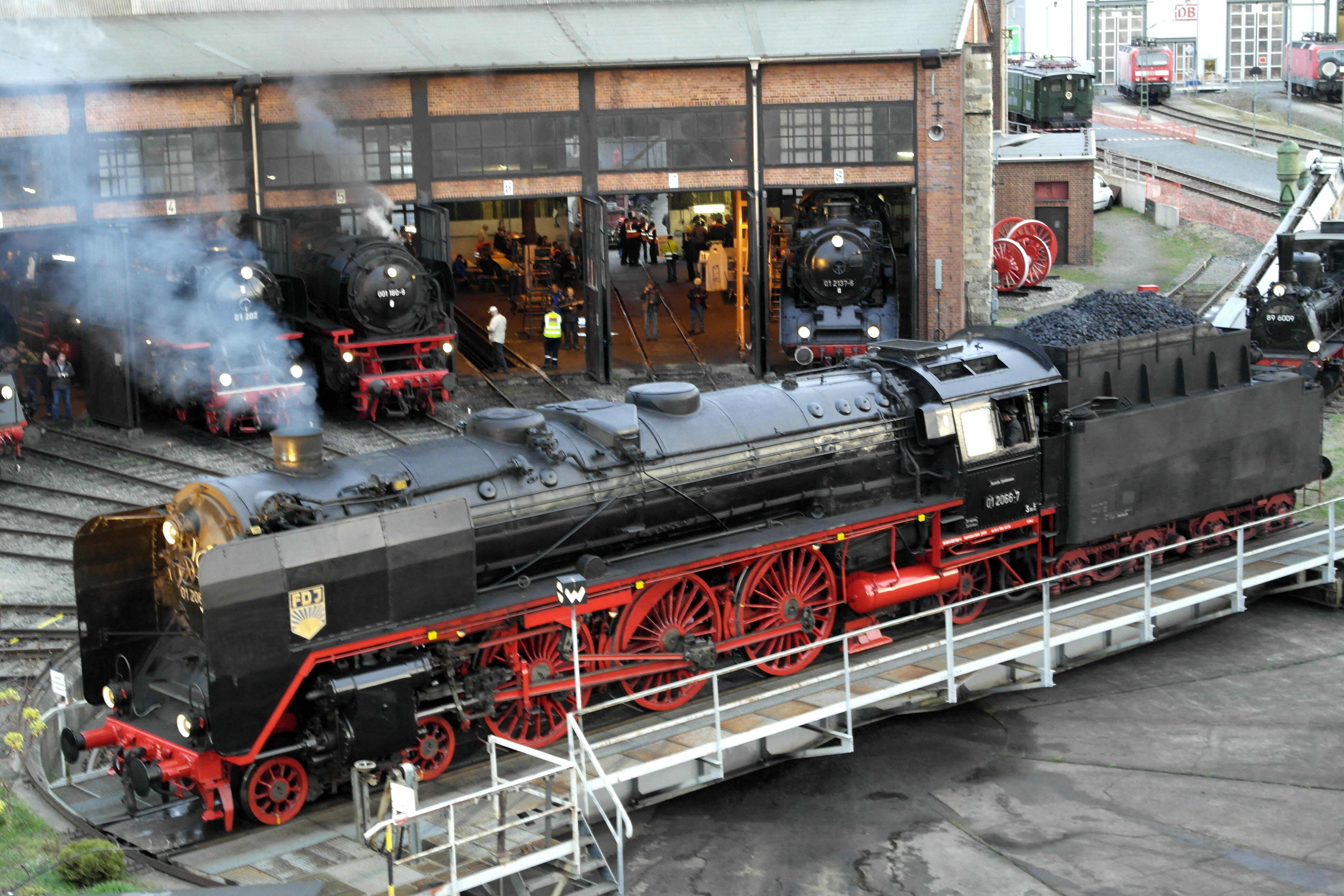
Dampflokfest in Dresden 2015

In den Nachkriegsjahren bestand ein großer Mangel an einsetzbaren Maschinen, insbesondere im hochwertigen Reisezugdienst. Anfang der 1950er Jahre standen hierfür insgesamt 25 Maschinen der Baureihen 18.0, 38.10-40 und 39 zur Verfügung. Daneben versah auch die im Osten verbliebene 61 002 noch ihren Dienst. In den Jahren 1953 und 1954 erhielt Dresden-Altstadt drei Kohlenstaublokomotiven, zwei französische Einzelgänger 07 1001 und 08 1001, sowie eine Lokomotive der Baureihe 03.10. Im Einsatz bewährten sich diese Lokomotiven jedoch nicht. Wenig später kamen weitere Lokomotiven der Baureihe 03.10 hinzu, jedoch rostgefeuert. Alle 03.10 wurden jedoch schon Ende des Jahrzehnts durch Lokomotiven der Baureihe 03 und Neubaulokomotiven der Baureihe 23.10 ersetzt. Auch ein zweiter Neubaulokomotivtyp, die Baureihe 65.10, kam in dieser Zeit nach Dresden-Altstadt, genauso wie die Rekolokomotiven der Baureihe 22. Für die sächsischen Schnellzuglokomotiven begann im Jahr 1957 dagegen die Abstellung.
Zur Bewältigung des stark angestiegenen Verkehrs in Nord-Süd-Richtung erhielt das nun als Betriebsteil Zwickauer Straße firmierende Bahnbetriebswerk in den Jahren 1967 und 1968 nach über 20 Jahren wieder Lokomotiven der Baureihe 01 zugeteilt; Mitte 1968 waren neun Maschinen hier stationiert. Die übrigen Dampflokomotiven im Personenzugdienst wurden Ende der 1960er und Anfang der 1970er Jahre abgestellt bzw. ausgemustert, da verstärkt Diesellokomotiven der Baureihe V 180 verfügbar waren beziehungsweise die von Dresden ausgehenden Strecken schrittweise elektrifiziert wurden. Der letzte Plandampfeinsatz erfolgte schließlich am 25. September 1977 zwischen Dresden und Berlin durch 01 2204 und 01 2207.

### Museum

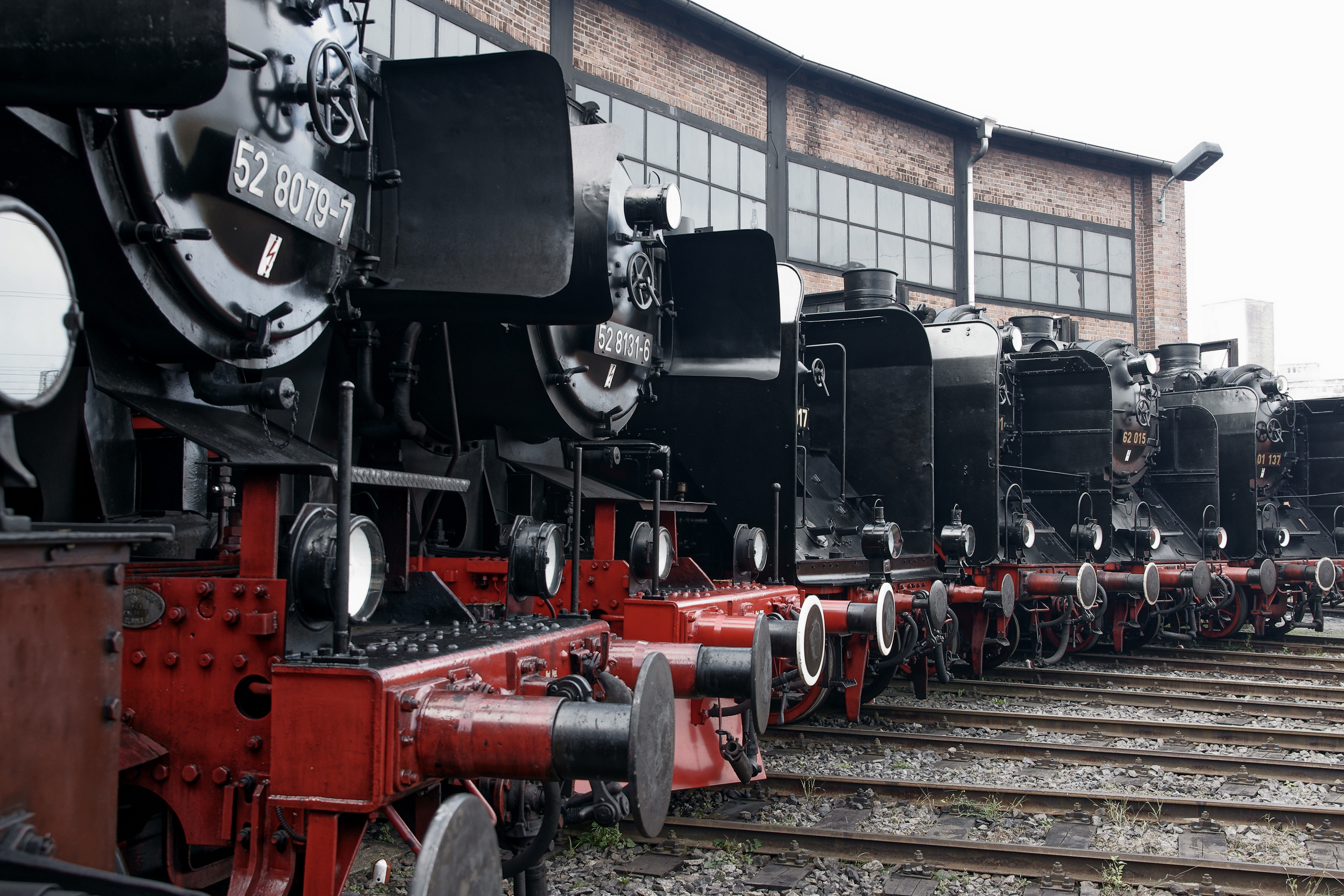
Vor dem Lokschuppen

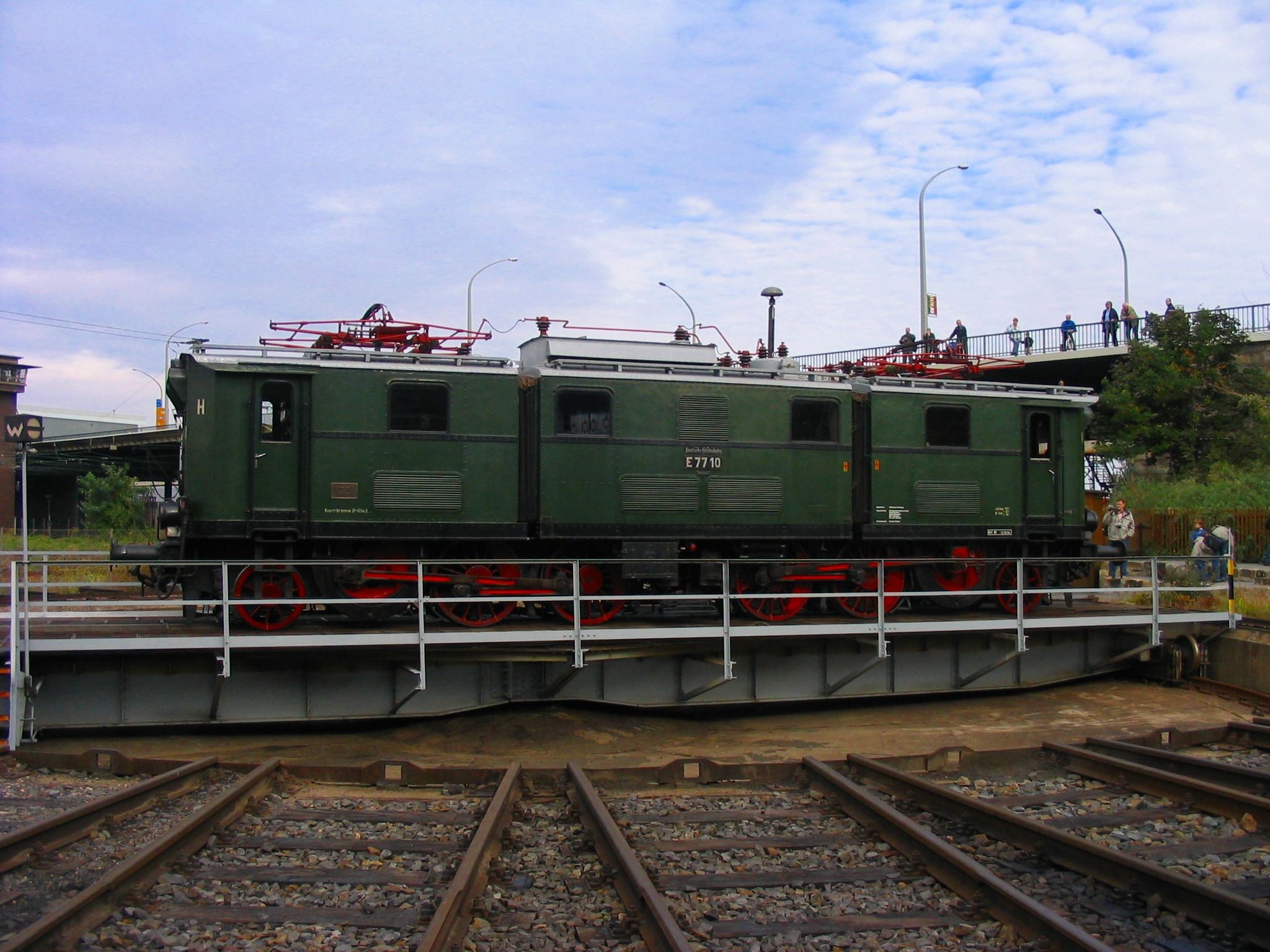
E 77 10 auf der Drehscheibe des Eisenbahnmuseums

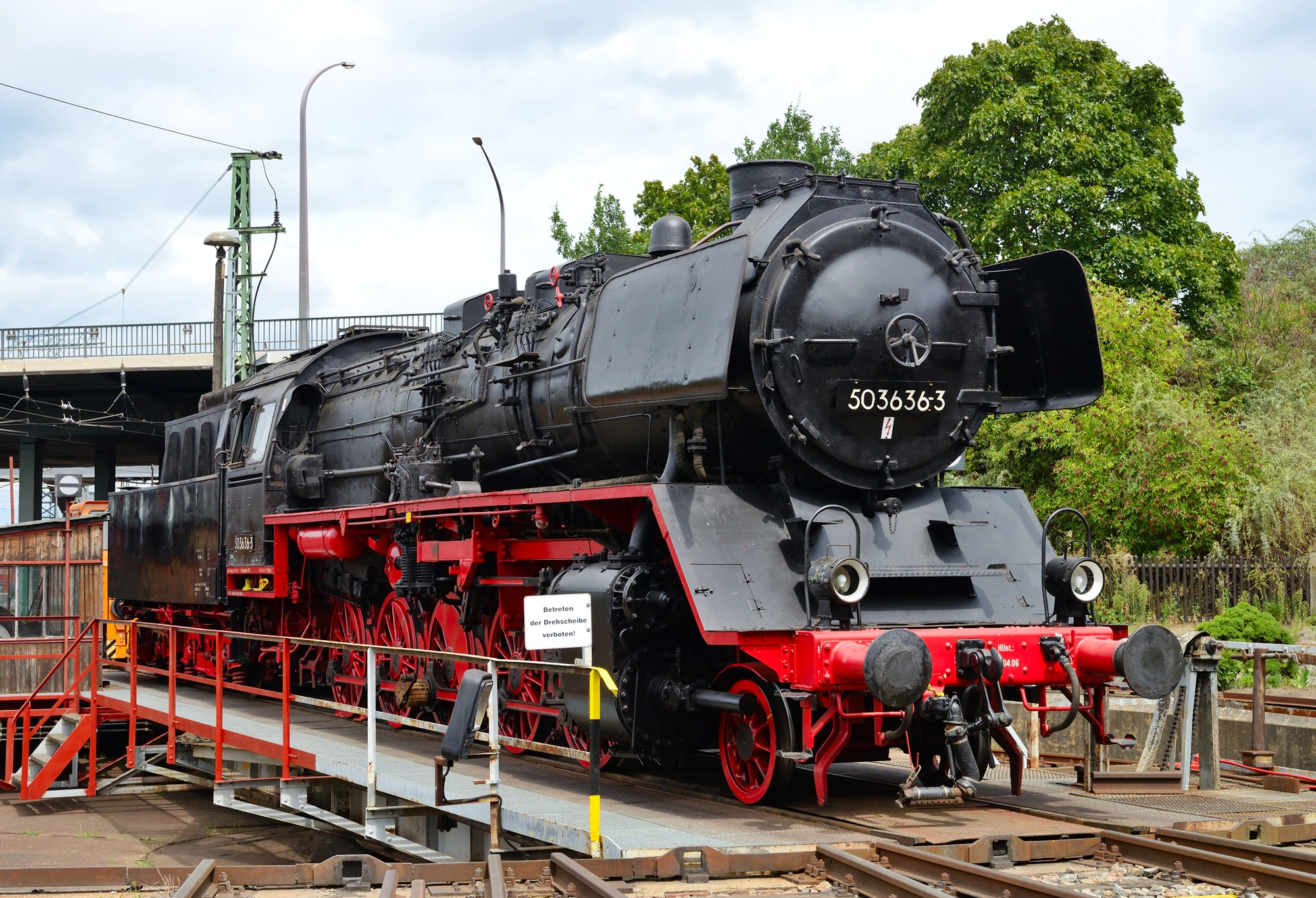
50 3636-3 auf der Drehscheibe am Haus 1

Einige Dampflokomotiven kamen direkt aus dem Lokbestand des Bahnbetriebswerks zum Verkehrsmuseum Dresden. Am 15. September wechselten die 18 010, 58 201 (später wegen des besseren Erhaltungszustands gegen die 58 261 getauscht), 89 008, 98 001 und 98 7056. Von anderen sächsischen Bahnbetriebswerken ergänzten die 38 205, 99 162 und 99 535 die Sammlung und wurden in Dresden-Altstadt hinterstellt. Mit Ausnahme der 18 010 befinden sich diese Lokomotiven heute in verschiedenen Museen. Die 18 010 wurde im Jahr 1974 zugunsten des Sachsenstolzes 19 017 zerlegt, so dass nur noch das eingebaute Führerhaus, der Tender, sowie eine Treibachse erhalten blieben.
Heute zählen zum eigentlichen Bestand des Eisenbahnmuseums Dresden-Altstadt folgende Dampflokomotiven: Die 01 137, 03 001, 19 017, 62 015 sowie die 89 6009. Sie sind Leihgaben der Verkehrsmuseen in Dresden und Nürnberg. Auch die Rangier-Diesellokomotiven 102 188 und die vereinseigene 346 738 sowie die Elektrolokomotive E 77 10 sind Teil der Sammlung. Seit 17. März 2024 gehört auch die 50 3636-3 zum Museumsbestand, die vom Verein „IG Bw Dresden Altstadt e. V.“ erworben wurde. Die Reko-50 war vor der Wende schon einmal in Dresden-Altstadt beheimatet und leistete hier Heizlokdienste. Darüber hinaus gehören unter anderem zwei Akkuschleppfahrzeuge, zwei Schienendrehkräne und ein fest installierter Ruge-Kran zum Museum.
Seit Frühjahr 2020 werden unter dem Projektnamen „Dresdner Traditionszug“ mehrere historische Reisezugwagen der Baujahre 1928–1942 vom Verein „IG Bw Dresden Altstadt e. V.“ aufgearbeitet. Zum Zug gehören mehrere Sitzwagen, ein Gepäck- und ein Schürzenspeisewagen.
Zusammen mit weiteren Lokomotiven, die im benachbarten Depot des Verkehrsmuseums Dresden abgestellt sind, betreut der Trägerverein des Eisenbahnmuseums mehr als zehn Dampf-, etwa fünf Diesellokomotiven sowie mehrere Trieb- und Arbeitswagen. Jährlich wird im Bahnbetriebswerk, in der Regel an einem Wochenende im April, zudem das Dresdner Dampfloktreffen durchgeführt, bei dem zusätzlich zum vorhandenen Bestand weitere Fahrzeuge aus dem In- und Ausland ausgestellt werden. Mit betriebsfähigen Lokomotiven werden jeweils Sonderfahrten auf Strecken rund um Dresden angeboten. Im Schnitt kommen pro Jahr rund 10.000 Besucher zum Dampfloktreffen.